# Dichomeris ventriprojecta
Dichomeris ventriprojecta is een vlinder uit de familie van de tastermotten (Gelechiidae). De wetenschappelijke naam van de soort is voor het eerst geldig gepubliceerd in 2013 door Hou-hun Li, Hui Zhen & Wolfram Mey.

## Type
- holotype: "male, 22-25.II.1992. leg. W. Mey. genitalia slide ZH no. 09098"
- instituut: MfN Leibniz Institute at Humboldt Universität, Berlin
- typelocatie: "Namibia, Kavango, Kaudom-Camp, 18°31'S, 20°43'E"